# 隆弁
隆弁（りゅうべん、承元2年〈1208年〉- 弘安6年8月15日〈1283年9月7日〉）は、鎌倉時代中期の天台宗寺門派の僧侶・歌人。父は四条隆房・母は葉室光雅の娘。初名・光覚。通称・大納言法印、如意寺殿、聖福寺殿。鶴岡八幡宮・園城寺別当・長吏、大僧正・大阿闍梨。北条得宗家と結びついて園城寺を再興し、「鎌倉の政僧」の異名を持った。

## 経歴
承久2年（1220年）、13歳で園城寺に入って出家する。その名声は若い頃より聞え、天福2年（1234年）には将軍九条頼経の招きによって初めて鎌倉に下っている。嘉禎3年（1237年）、30歳で律師となり、翌嘉禎4年5月3日（1238年6月16日）には円意より灌頂を受けた。この年少僧都に昇進し、仁治元年（1240年）に大僧都、寛元元年（1243年）に久仁親王（後の後深草天皇）誕生の加持祈祷の功績によって法印に叙せられた。この間にも九条頼経や執権北条経時の要請を受けて度々鎌倉に下り、鎌倉と園城寺を往復する生涯を送る事になった。
ところが、寛元4年（1246年）の宮騒動、続く翌宝治元年（1247年）の宝治合戦が彼の運命を大きく変えることになった。一連の騒動は九条頼経やその支持勢力が執権北条時頼打倒を画策して起こしたものであった。当時、天台宗は九条兼実の実弟慈円が天台座主を務めて以来、九条家との密着が進み、また真言宗も朝廷の実力者である同家に靡いていた。そのため、一連の事件では多くの密教僧が時頼打倒のための祈祷を行っていた。その中で隆弁のみは時頼の依頼を受けてその許に参上して時頼勝利の祈祷を行ったのである。時頼の勝利に終わった後に、密教勢力は鎌倉から大いに後退して代わりに禅宗が進出することになったが、その中で隆弁のみが時頼の信任を得て、鎌倉幕府からの支援を受けることになったのである。宝治元年（1247年）6月27日、隆弁は鶴岡八幡宮別当に補任されて以後没するまで務めることになった。
建長4年（1252年）、新将軍として鎌倉に下ったばかりの宗尊親王が病に倒れ、隆弁が病気平癒の祈祷を行った。回復後、褒賞として権僧正に任じられただけでなく、以後同親王の許に出入りしてその和歌集団の一員としても活動することになった。また、時頼嫡男（後の時宗）誕生の際にも祈祷を行って褒賞として所領が与えられている。
このように順調な出世を遂げていた隆弁の最大の悲願は園城寺の再建であった。園城寺はかつて源頼朝から厚い信頼を受けていたが、園城寺で修業していた公暁が源実朝を暗殺した事件を機に幕府からの信頼を失って衰退しつつあったのである。隆弁の願いを聞いた時頼は園城寺への支援を約束し、また隆弁も園城寺末寺として如意寺を建立し、その勧進に奔走していた。正元2年（1260年）1月16日、突如園城寺に対して長年の悲願であった戒壇設置の勅許が下される。これは延暦寺の猛反対によって3日後に取り消されたものの、この騒動の背景には隆弁がいたといわれている。
文永元年（1264年）、隆弁は鎌倉在住のまま園城寺別当に補され、翌文永2年（1265年）11月8日に大僧正に昇った。更に文永4年（1267年）には園城寺長吏に転じ、文永5年（1268年）には大阿闍梨に任命された。この間、鎌倉幕府の支援を受けて延暦寺と対抗しながら、先の勅許を既成事実化するために、三摩耶戒を用いた授戒を強行したりしている。その一方で、元寇などの大事に祈祷を行い、宗教的な側面から鎌倉幕府・北条得宗家を擁護した。晩年は鎌倉の長福寺で余生を送り76歳で没した。
和歌の面では六条家歌学を継ぐ歌人として活躍し、勅撰和歌集には11集25首が採録されている他、多くの歌集に採録されている。